# Јелена Брукс
Јелена Брукс (енгл. Jelena Brooks; рођена Миловановић; Крагујевац, 28. април 1989) је српска кошаркашица. Висока је 190 центиметара и игра на позицији крилног центра.

## Каријера
Са женском кошаркашком репрезентацијом Србије је дошла до осмог места на Светском првенству 2014.
Стандардан је члан женске кошаркашке репрезентације Србије и најбољи стрелац. Остварила је свој највећи успех у каријери освајањем златне медаље на Европском првенству 2015. играном у Мађарској и Румунији. Победом против Француске у финалу у Будимпешти – 76:68 (15:22, 18:10, 20:17, 23:19) освојена је не само прва медаља за Србију као самосталну државу него и прво злато у читавој историји наше женске кошарке. Уједно је обезбеђен и директан пласман на Олимпијске игре 2016 у Рију.
Са репрезентацијом Србије освојила је златну медаљу на Европском првенству 2021. године одржаном у Француској и Шпанији.

## Награде
- Српска кошаркашица године: 2017.[4]